# Isola Ángel de la Guarda
L'isola Ángel de la Guarda, in spagnolo Isla Ángel de la Guarda, in lingua Seri Xazl Iimt, è un'isola messicana situata nella parte nord-occidentale del golfo di California, separata dal resto della penisola di Bassa California dal Canal de Ballenas. Con un'area di 931 km², è la seconda isola del golfo dopo l'Isola di Tiburón, posta a sud-est. Il nome spagnolo, in italiano, significa "isola angelo custode", mentre il significato del nome nativo dell'isola è "casa dei puma".
L'isola, disabitata, è oggi un'area protetta dello Stato messicano della Bassa California, amministrativamente parte del comune di Mexicali.

## Geografia
L'isola è estremamente secca, priva di sorgenti di acqua dolce. Si estende per 69 km di lunghezza da nord-ovest a sud-est ed è percorsa longitudinalmente da una catena montuosa che raggiunge i 1.313 m di altezza. La costa occidentale è piuttosto regolare e corre circa parallela alla costa orientale della penisola di Bassa California, mentre la costa orientale ha un andamento sinuoso che disegna il punto più stretto a circa metà dell'isola e quello più largo nella zona centro-meridionale (21 km di larghezza), oltre il quale poi l'isola si stringe rapidamente fino al vertice sud.
L'isola è per lo più inaccessibile, con versanti ripidi a picco sul mare, specie sulla costa occidentale. Più accessibile la costa opposta che presenta spiagge e aree pianeggianti.

## Biodiversità
A dispetto della sua aridità l'isola presenta una certa ricchezza di specie animali e vegetali. Vi sono molte specie di uccelli e rettili, in particolare lucertole. Si segnala la presenza di due specie endemiche: il Crotalus mitchellii angelensis, una specie di serpente a sonagli, e il Peromyscus guardia, un roditore a rischio di estinzione. Gatti selvatici e pipistrelli sono gli unici altri mammiferi presenti. Tra le specie vegetali si segnalano arbusti, cactus e piante succulente.